# Onafhankelijkheidsplein

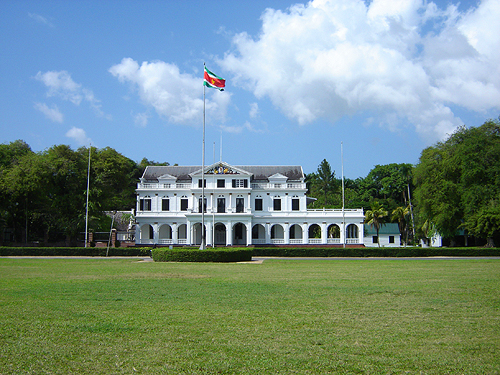
A praça com o Palácio Presidencial do Suriname.

O Onafhankelijkheidsplein ([ɔnɑfˈɦɑŋkələkhɛitsplɛin], Praça da Independência) é uma praça da cidade em Paramaribo, a capital do Suriname . A praça está situada no centro histórico da cidade, perto do Rio Suriname e do Palácio Presidencial do Suriname .
Antes da independência do Suriname da Holanda em 1975, também era chamada de Oranjeplein (Praça Laranja) e o Gouvernementsplein (Praça do Governo).
O Buiten-Sociëteit Het Parque está localizado na praça. Em 1º de agosto de 1996, o prédio que abrigava a Assembleia Nacional do Suriname foi incendiado. A Assembleia Nacional se mudou para a antiga casa do parque.
Outros prédios na praça incluem o Ministério das Finanças e o Palácio do Congresso.